# Manuel Azaña
Manuel Azaña y Díaz (ur. 10 stycznia 1880 w Alcalá de Henares, zm. 3 listopada 1940 w Montauban) – polityk, dramaturg i pisarz hiszpański, drugi i ostatni prezydent (1936–1939) Drugiej Republiki Hiszpańskiej. Minister wojny w pierwszym rządzie republikańskim (1931), następnie premier (1931–1933). W 1936 roku został wybrany na prezydenta Hiszpanii (maj 1936-kwiecień 1939). Był członkiem masonerii i antyklerykałem.

## Życiorys

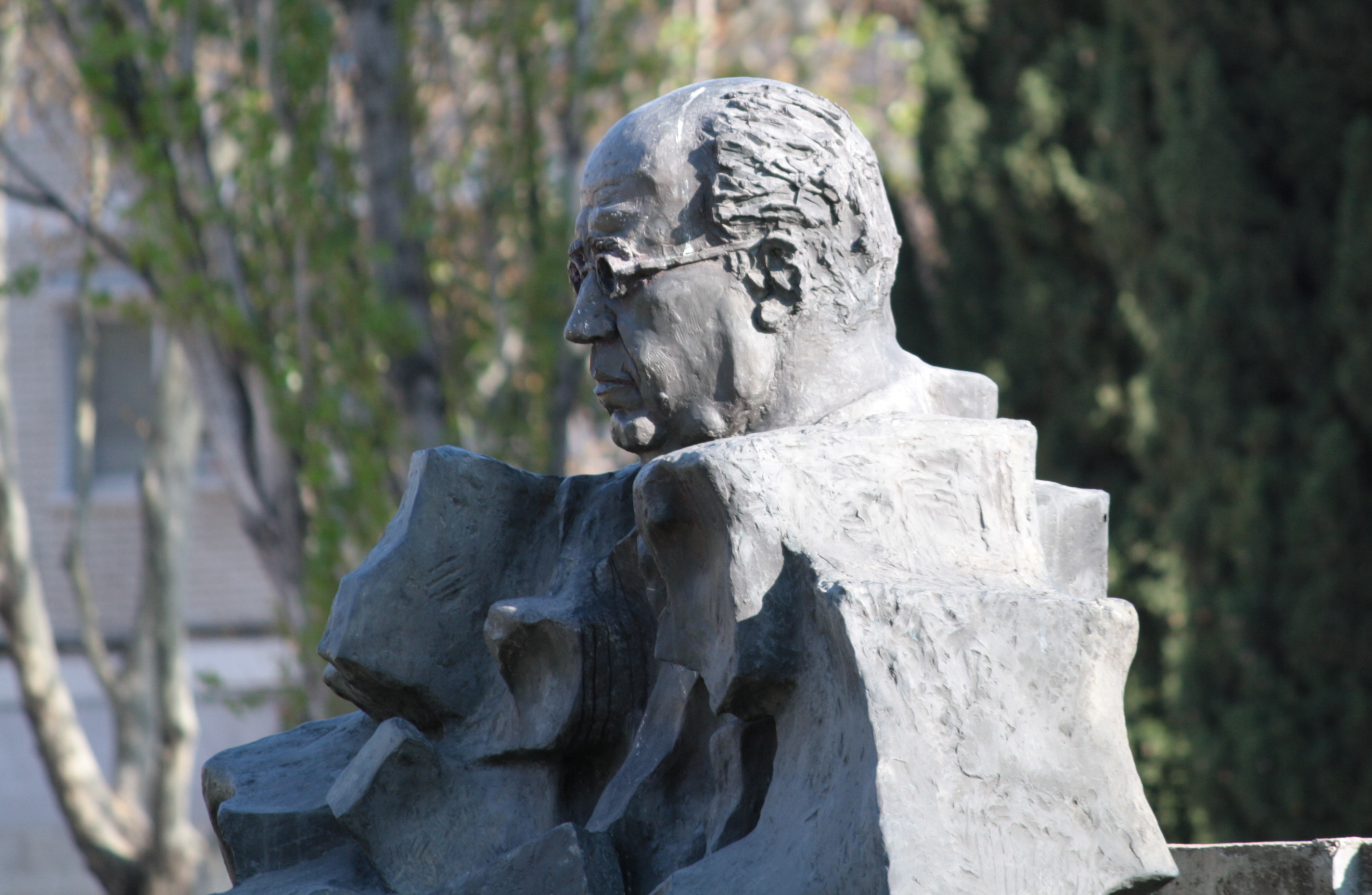
Rzeźba upamiętniająca Manuela Azañę w mieście Alcalá de Henares

Pochodził ze zubożałej szlachty. Kształcił się w klasztorze augustianów w Eskurialu, następnie w szkole artylerii. Studiował też we Francji. W latach 20. był redaktorem tygodnika „España”. Należał do Alianza Republicana (Sojusz Republikański), a następnie został jednym z przywódców reformistycznej partii Izquierda Republicana (Lewica Republikańska). W 1930 wchodził w skład Komitetu Rewolucyjnego przygotowującego powstanie antyrządowe; po nieudanych próbach wywołania powstania zatrzymano większość członków Komitetu, Azaña zaś przeszedł do podziemia. Po obaleniu monarchii i ucieczce króla Alfonsa XIII, w maju 1931 został ministrem do spraw wojskowych w rządzie Niceta Alcalá-Zamory, a po jego dymisji premierem Hiszpanii (grudzień 1931). Przez prasę z epoki przyrównywany do Gabriela Narutowicza. 
W swych działaniach dążył do osłabienia sił stanowiących potencjalne zagrożenie dla Republiki i nowego porządku. Sprawując urząd ministra spraw wojskowych, wydał dekret rozwiązujący 10 dywizji i redukujący kadrę oficerską do niespełna 8000 osób (z 26 tys. oficerów). Podjął energiczne działania przeciw Kościołowi katolickiemu, przyczyniając się do uchwalenia rozdziału Kościoła od państwa, cofnięcia wszelkich rządowych subwencji na rzecz Kościoła, zniesienia zakonu jezuitów w Hiszpanii i zamknięcia niektórych klasztorów; popierał także wprowadzenie ślubów i rozwodów cywilnych. Dewastacje kościołów przez bojówki republikańskie skomentował stwierdzeniem, że wszystkie kościoły Hiszpanii razem wzięte nie są warte życia nawet jednego republikanina. W 1931 zasłynął powiedzeniem, że Hiszpania przestała być katolicka (po wprowadzeniu z jego inicjatywy do konstytucji Hiszpanii zapisu o zakazie nauczania religii w szkołach). 
W 1932 jego rząd przygotował i przeprowadził wybory do Kortezów, następnie przyczynił się do uchwalenia i przeprowadzenia reformę rolną. W 1933 promulgował ustawę o kongregacjach religijnych, pozbawiając je prawa nauczania (co wywołało protesty Watykanu i Kościoła rzymskokatolickiego w Hiszpanii). Po wyborach 1934 przeszedł do opozycji i został na krótko aresztowany w związku z wystąpieniami antyrządowymi, co podniosło jego popularność. W 1935 przystąpił za swoją partią do Frontu Ludowego, grupującego organizacje lewicowe, separatystyczne i opozycyjne wobec rządu CEDA. 18 lutego 1936, po wyborach do Kortezów, prezydent Alcalá-Zamora powierzył mu misję formowania rządu (partia Azañi – Lewica Republikańska otrzymała 87 mandatów na 473 deputowanych); poszczególne ministerstwa Azaña powierzył członkom swojej partii. 
Ogłosił amnestię dla przywódców powstań antyrządowych; dokonano kolejnych zmian w wojsku: szef sztabu generalnego, gen. Francisco Franco został przeniesiony na Wyspy Kanaryjskie, dowódca lotnictwa gen. Fanjulo – na Baleary, a dowódcę wojsk hiszpańskich w Maroku gen. Emilio Molę ściągnięto do Pampeluny. W kwietniu 1936 Front Ludowy usunął z prezydentury Alcalá-Zamorę, motywując to niepotrzebnym (drugim w czasie sprawowania urzędu) rozwiązaniem Kortezów (nota bene: dzięki temu FL mógł wcześniej przejąć władzę). 10 maja 1936 Azaña został wybrany prezydentem Hiszpanii. Przez pierwsze miesiące rządów FL Azaña pozostawał bezczynny wobec nasilających się ataków na Kościół katolicki czy napadów terrorystycznych bojówek. Po wybuchu wojny domowej aby zażegnać konflikt i powstrzymać rozlew krwi zabiegał o międzynarodową mediację. 5 lutego 1939 uciekł do Francji i przebywał w ambasadzie hiszpańskiej w Paryżu, próbując zachować resztę władzy. Wobec uznania rządu gen. Franco przez Francję i Wielką Brytanię Azaña podał się do dymisji. Zmarł w Montauban w nieokupowanej strefie Francji Vichy.

## Twórczość
Manuel Azaña jest autorem sztuk m.in. 
- El jardín do los frailes (1927),
- Plumas y palabras (1930),
- Cervantes y el Quijote (1934).